# Træna
Træna là một đô thị ở hạt Nordland, Na Uy.
Træna được tách khỏi Lurøy năm 1872.
Đô thị này gồm hàng ngàn hòn đảo nhỏ ngoài khơi Na Uy, ở vùng Helgeland. Bốn trong số các hòn đảo đó là Husøy, Selvær, Sanna, và Sandøy có dân sinh sống. Husøy là trung tâm của đô thị.

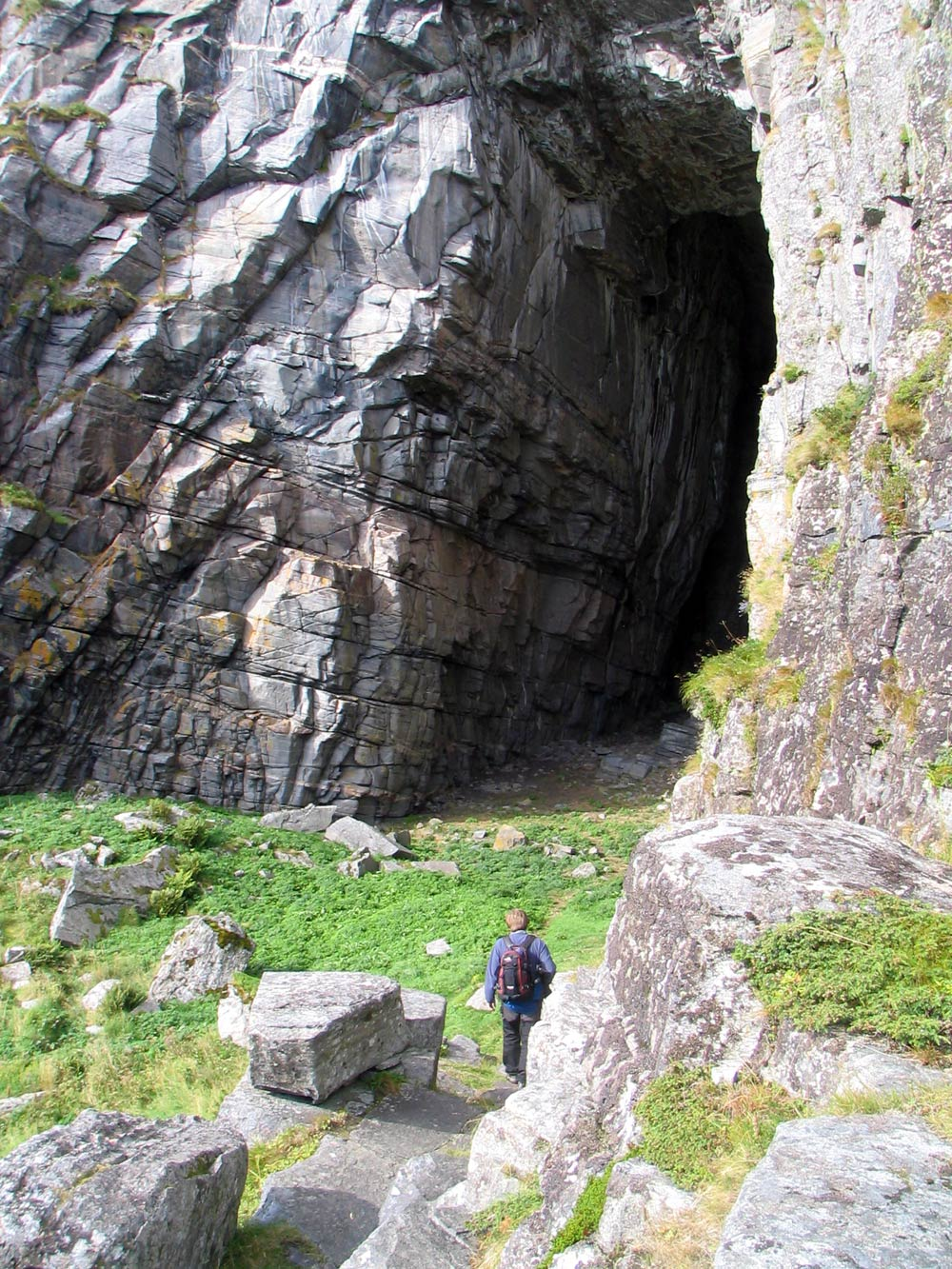
Động Kirkhelleren

Ngư nghiệo là ngành nghề chính của Træna. Phương tiện kết nối đô thị này với lục địa Na Uy là tàu, phà với các tuyến nối Sandnessjøen, Nesna và Stokkvågen.
Các đảo Træna có nhiều địa điểm khảo cổ, chứng tỏ có người ở từ thời kỳ đồ đã.

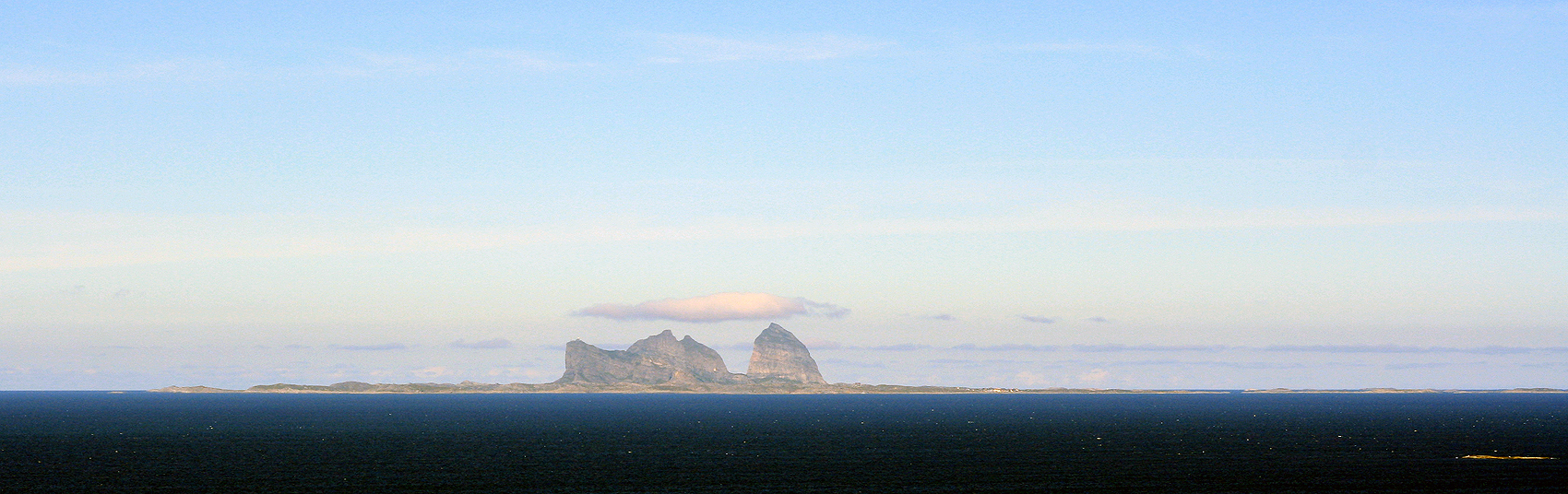
Træna nhìn từ Lovund